# Israel Gutman

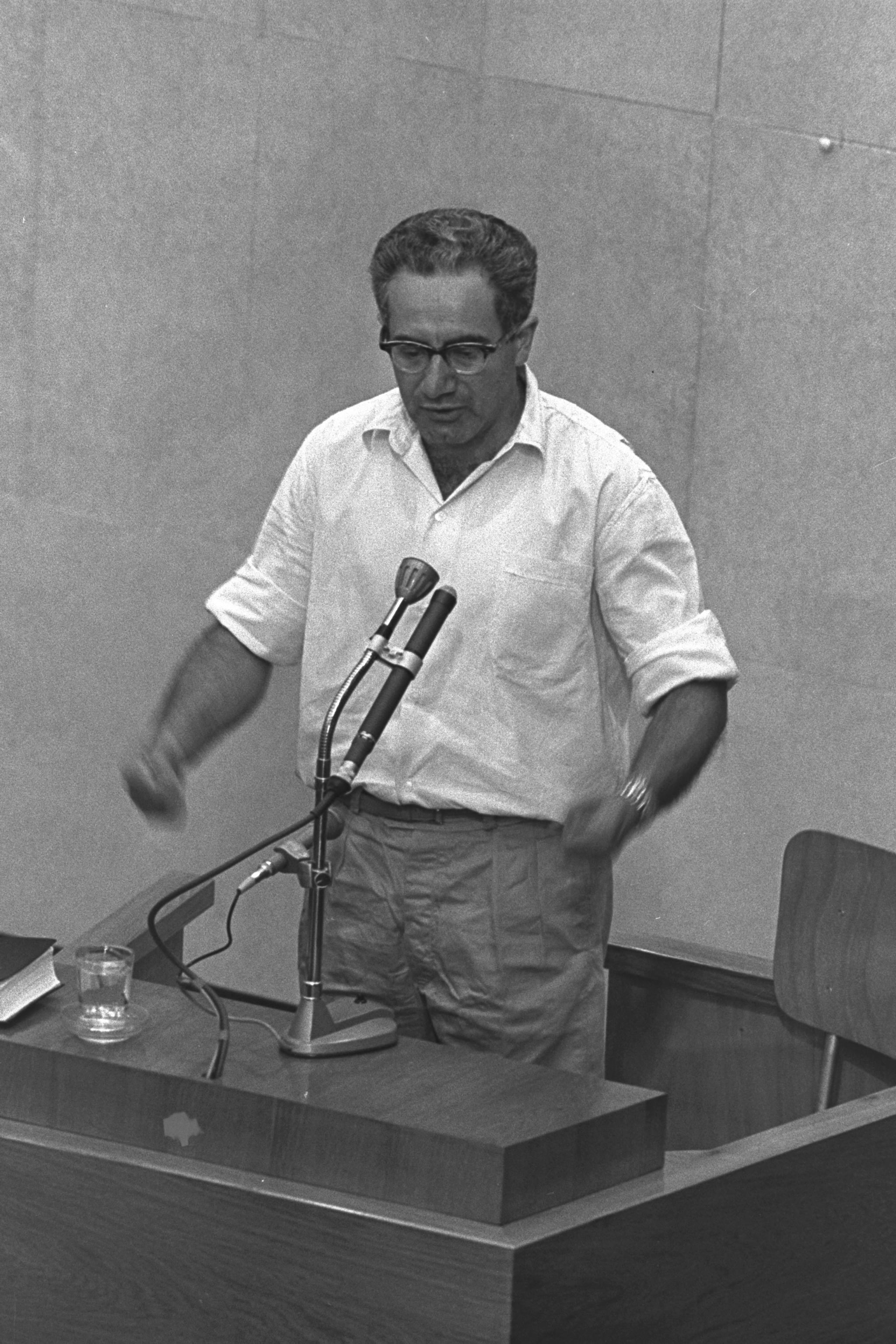
Israel Gutman 1961 beim Eichmann-Prozess

Israel Gutman (hebräisch ישראל גוטמן; * 20. Mai 1923 in Warschau; † 1. Oktober 2013 in Jerusalem) war ein israelischer Historiker und Überlebender des Holocaust.

## Leben
Gutman wuchs in Warschau auf. Seine Eltern und seine ältere Schwester starben im Warschauer Ghetto. Gutman nahm als Mitglied der ŻOB im April 1943 am Aufstand im Warschauer Ghetto teil und wurde dabei verwundet. Nach der Niederschlagung des Aufstands wurde Gutman am 5. Mai 1943 ins KZ Majdanek und von dort aus nach Auschwitz deportiert. Im Zuge der Evakuierung des Lagers im Januar 1945, kurz vor der Befreiung durch die Rote Armee, musste Gutman an einem Todesmarsch ins KZ Mauthausen teilnehmen.
Nach seiner Befreiung im Mai 1945 wurde Gutman in Österreich in ein Krankenhaus überstellt, floh von dort nach Italien und trat der Jüdischen Brigade bei. Er war aktiv in der illegalen Bewegung Bricha, die die Auswanderung von Holocaustüberlebenden nach Palästina organisierte, und emigrierte selber im Jahr 1946 in das Mandatsgebiet.
Im 1948 gegründeten Staat Israel lebte und arbeitete Gutman 25 Jahre lang im Kibbuz Lehavot Habashan. Dort lernte er Irit Edelstein kennen; die beiden heirateten und haben drei Kinder.
Erst 1971 begann Gutman an der Hebräischen Universität Jerusalem Geschichte zu studieren. 1975 wurde er dort mit einer Dissertation über die jüdische Widerstandsbewegung im Warschauer Ghetto promoviert. Er wurde Professor an der Hebräischen Universität und war 1980/81 Gastprofessor an der UCLA. Die von Menachem Begin angeordnete Bombardierung  Beiruts im Libanonkrieg 1982 und dessen Kriegsrhetorik verurteilte er öffentlich, wofür er von Anhängern Begins angefeindet wurde. Weil das Personal von Yad Vashem sich über den Krieg empörte, erteilte die Armee Soldaten ein Verbot, die Institution zu besuchen, um unwürdige Szenen zu vermeiden.
Er leitete von 1983 bis 1985 die Abteilung für zeitgenössische jüdische Studien der Hebräischen Universität. In den 1980er Jahren entstand sein Hauptwerk, die von ihm im Auftrag von Yad Vashem herausgegebene und 1990 in Hebräisch und Englisch veröffentlichte Enzyklopädie des Holocaust.
Von 1993 bis 1996 war Gutman Leiter des International Institute for Holocaust Research in Yad Vashem. Von 1996 bis 2000 war er für Yad Vashem als leitender Historiker tätig, ab 2000 hatte er dort die Funktion des akademischen Beraters inne.
Gutman wurde 1979 mit dem Yitzhak-Sadeh-Preis und 1994 mit dem Carl-von-Ossietzky-Preis der Stadt Oldenburg ausgezeichnet.
Im Mai 2008 geriet Gutman kurzzeitig in die Schlagzeilen, nachdem er in der polnischen Zeitung Rzeczpospolita die Wahl des Standortes für das Berliner Denkmal für die im Nationalsozialismus verfolgten Homosexuellen kritisiert hatte.

## Rolle des jüdischen Widerstands
Im Gegensatz zu Hannah Arendt (und, ihr darin folgend, Raul Hilberg) betonte Gutman, dass es sehr wohl Widerstand unter polnischen Juden gegen die deutschen Mörder gab. Sie ließen sich nicht wie die Schafe zur Schlachtbank führen (so Arendt). Es kommt für ihn darauf an, wie man Widerstand überhaupt definiert; und man muss den geringen Spielraum sehen, der unter dem extremen Terror der deutschen Besatzung vorhanden war. Arendts Meinung spiegelt eine frühe, jedoch falsche Auffassung. Der überwiegend im Verborgenen geleistete Widerstand konnte in den ersten Jahren nach 1945 naturgemäß kaum die öffentliche Meinung, besonders in den weit entfernten USA, beeindrucken. Die wenigen Überlebenden hatten naturgemäß andere Sorgen, insbesondere mussten sie Zeugnisse und Dokumente im Land sichten und erhalten.
Eine sehr frühe Darstellung des bewaffneten Widerstands gegen die Deutschen in den östlichen und nördlichen Wäldern Polens, wenn auch in Romanform, bot Romain Gary 1945 in Éducation européenne, ein Buch, das Gary schon während seiner Zeit als Kampfflieger der Royal Air Force, im französischen Truppenteil, verfasst hatte. Auf Grund seiner Herkunft aus Wilna, und durch Kontakte mit der polnischen Exilregierung in London besaß Gary authentische Kenntnisse über den Partisanenkampf in den polnisch-litauischen Wäldern, die er hier einarbeitete.

## Werke

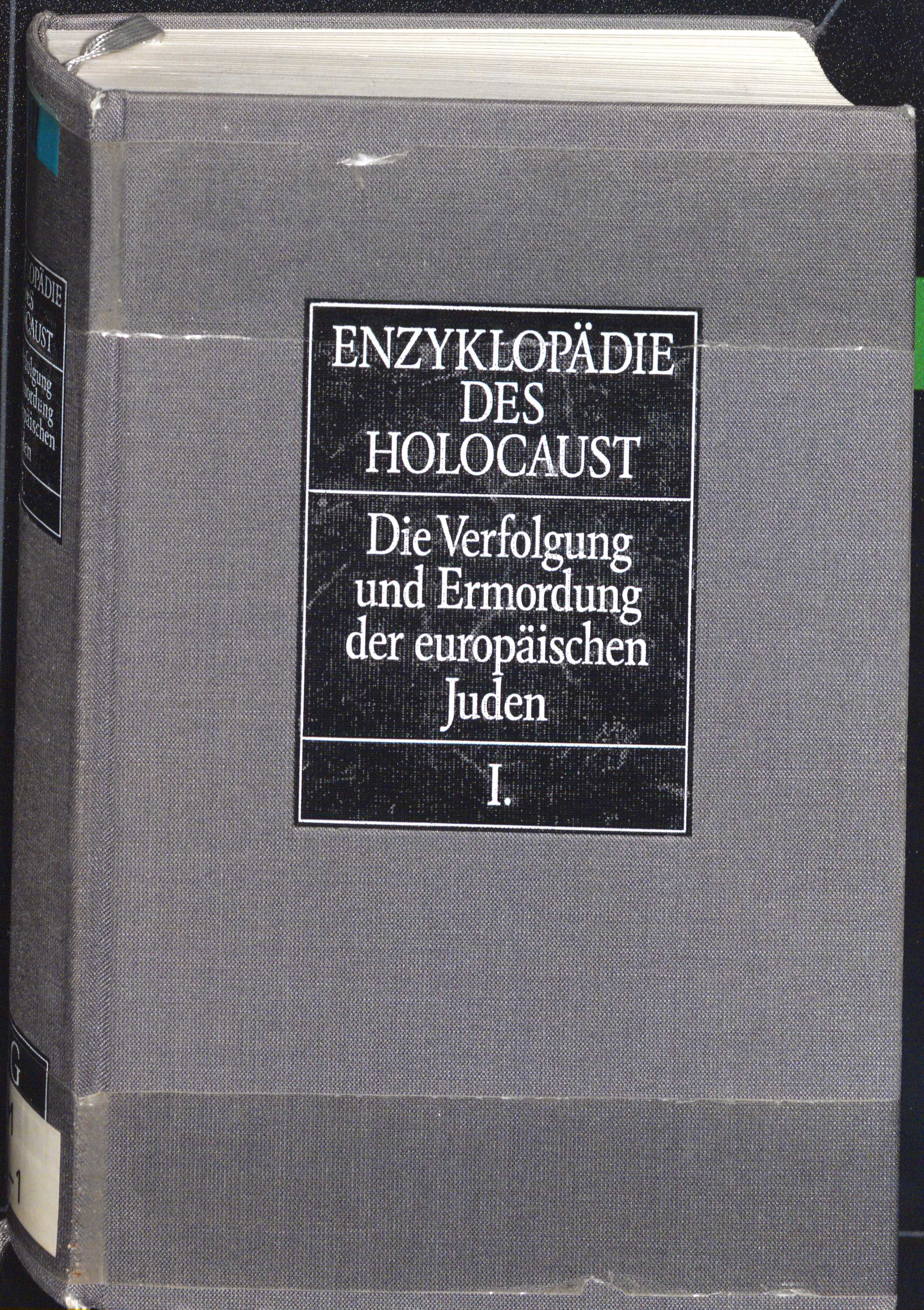
Enzyklopädie des Holocaust

- Encyclopedia of the Holocaust. Hauptherausgeber mit einem 24-köpfigen Herausgeberteam. Yad Vashem, Jerusalem 1990, ISBN 0-02-896090-4. (4 Bände)
  - deutsche Ausgabe: Enzyklopädie des Holocaust. Piper, München/Zürich 1995, ISBN 3-492-12120-9. (4 Bände, deutsche Ausgabe herausgegeben und bearbeitet von Eberhard Jäckel und Peter Longerich)
- Resistance. The Warsaw Ghetto Uprising. Houghton Mifflin, Boston / New York 1994, ISBN 0-395-60199-1.
- mit Michael Berenbaum: Anatomy of the Auschwitz death camp. Indiana University Press, Bloomington/Indianapolis 1994, ISBN 0-253-32684-2.
- mit Bella Gutterman: The Auschwitz Album. The Story of a Transport. Yad Vashem, Jerusalem 2002, ISBN 965-308-149-7.
  - deutsche Ausgabe: Das Auschwitz-Album. Die Geschichte eines Transports. Wallstein-Verlag, Göttingen 2005, ISBN 3-89244-911-2.
- The Encyclopedia of the Righteous among the Nations. Rescuers of Jews during the Holocaust. Yad Vashem, Jerusalem 2004 ff. (bisher 5 Bände). Hrsg. mit Ben Mikhman; Sarah Bender.
  - deutsche Ausgabe: Lexikon der Gerechten unter den Völkern. Band 1: Deutsche und Österreicher. Mit einem Nachwort von Horst Köhler. Wallstein-Verlag, Göttingen 2005, ISBN 978-3-89244-900-3. (bisher 1 Band)